# Сусоколовское шоссе
Сусоколо́вское шоссе́ — улица на севере Москвы в районе Марфино Северо-Восточного административного округа, между Ботанической и Станционной улицами.

## Происхождение названия и история
Названо в 1925 году по фамилии одного из домовладельцев (возможно, однако, что шоссе проходило близ селения с названием Сусоколово). Ранее было более протяжённым и шло от Дмитровского шоссе, но в 1967 году бо́льшая часть шоссе была переименована в улицу Комдива Орлова. Начальный участок шоссе вошёл в состав Локомотивного проезда, а переезд через Савёловское направление Московской железной дороги был заменён наземным пешеходным переходом, действующим и в настоящее время.

### Развитие
- С 27 апреля 2015 года проезд по мосту над Окружной дорогой был перекрыт в связи с его демонтажом[4], к июню 2015 года мост был снесён.
- Сусоколовское шоссе входит в состав стыкового участка Северо-Западной и Северо-Восточной хорд. Для этого в его конце восстановлен путепровод над железнодорожными путями МЦК на перегоне Владыкино-Ботанический сад. Окончание работ, как и открытие участка, произошло в октябре 2021 года (изначально планировалось на 2022 год). Участок Сусоколовского шоссе от южного вестибюля станции метро «Владыкино» до восстановленного путепровода, по данным Яндекс. Карт, был передан в состав Станционной улицы.
- На сентябрь 2020 года смонтированы устои с обеих сторон МЦК.
- В первой половине мая 2021 года будет завершён монтаж металлоконструкций пролета эстакады над ж/д путями МЦК по Сусоколовскому шоссе (в составе Северо-Восточной хорды)[5].
- Июль 2021 года: начато бетонирование дорожного полотна на Сусоколовских путепроводах в составе Северо-Восточной хорды (СВХ)[6].
- 6 октября 2021 года — в рамках открытия наземного участка-связки СВХ и СЗХ от Сельскохозяйственной улицы (обход Берёзовой аллеи) до Сусоколовского шоссе открыто движение по восстановленному путепроводу. В новом виде он был заменён на два малых путепровода, больший из которых, как и до 2015 года, связывает Сусоколовское шоссе с Сигнальным проездом, а малый рукав позволяет выехать с шоссе на новый обход Берёзовой аллеи — являющийся частью Северо-Восточной хорды.

## Расположение
Нынешнее Сусоколовское шоссе представляет собой лишь небольшую улицу, расположенную у северо-западного угла Главного Ботанического сада у станции метро «Владыкино». Начинается от Ботанической улицы севернее главного входа в Ботанический сад, проходит на северо-восток за Главным корпусом Ботанического сада к станции метро и заканчивается на Станционной улице недалеко от железнодорожной станции «Владыкино-Московское» Окружной МЖД.
После метро «Владыкино» Сусоколовское шоссе продолжается в виде безымянной узкой улицы вдоль путей Окружной железной дороги, прерывалось над путями Окружной ЖД, далее от Окружной МЖД доходит до Сигнального проезда. В процессе строительства Северо-Восточной Хорды, разрыв ликвидирован посредством двух путепроводов, проходящих над МЦК.

## Общественный транспорт
- Станция метро «Владыкино» / станция МЦК Владыкино.
- Автобусы № м2, 524, 599, 76, с585, с543, 677к, т29.